# کلنگ (ابزار)

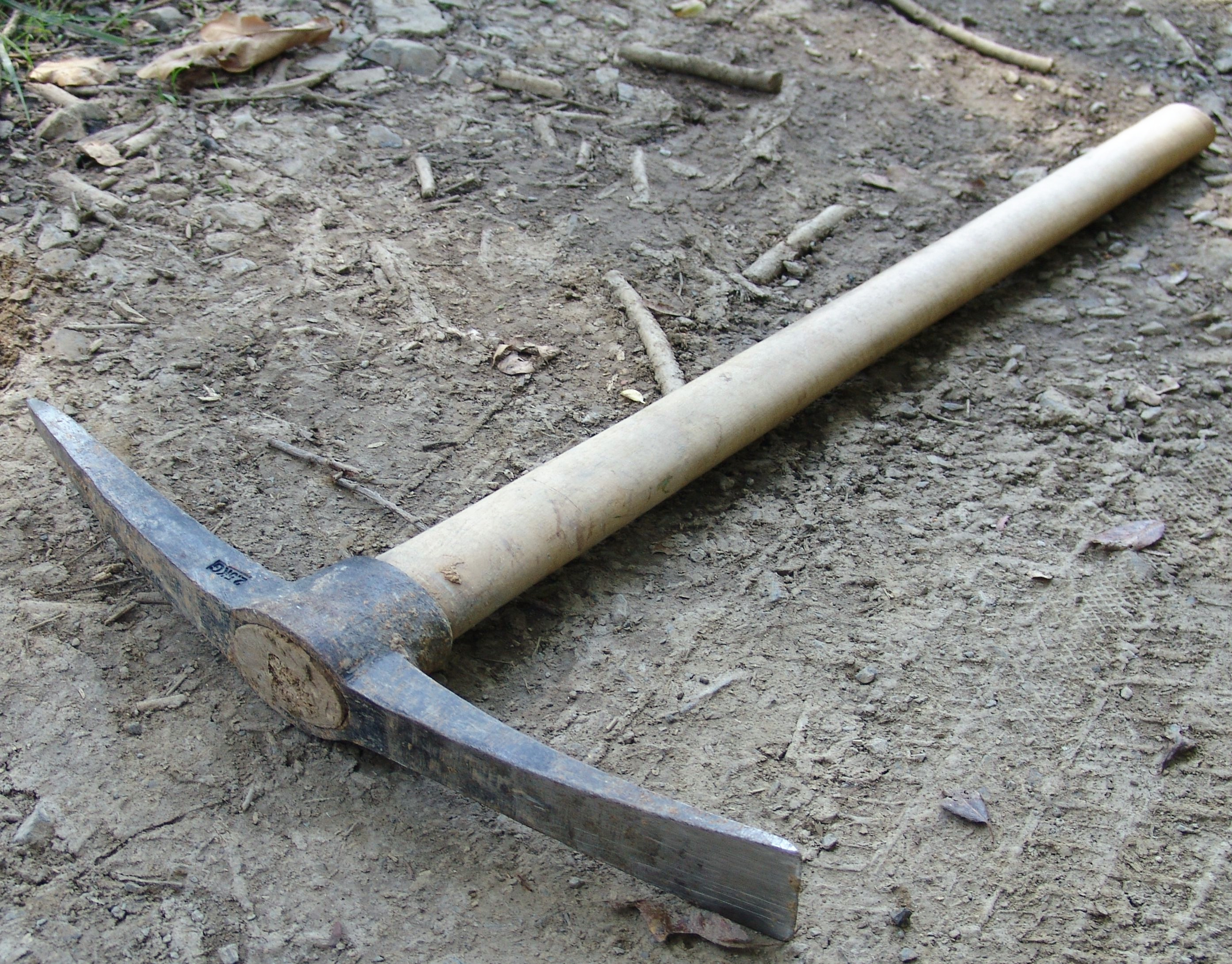
کلنگ دوسر

کُلَنگ (به انگلیسی: Pickaxe)، یک ابزار دستی است که شامل یک سر محکم و یک دسته می‌باشد. کلنگ دوسر دارای دو سر یکی نوک‌تیز و دیگری صاف و پهن است که مردم بستگی به نیاز، یکی از دو سر آن را به کار می‌برند. همچنین کلنگ یک سر نیز وجود دارد.
سر کلنگ معمولاً از فلز است و دسته‌اش از چوب، فلز یا فایبرگلاس ساخته می‌شود. سر کلنگ کمی خمیدگی دارد و اغلب برای راحتی در استفاده سنگینی آن در مرکز است. سر نوک‌تیز بیشتر برای کندن سطوح سخت و خرد کردن سنگ‌ها، بتون و دیگر مواد سخت و خشک‌شده روی زمین مورد استفاده قرار می‌گیرد؛ و سطح صاف برای درآوردن سنگ‌ها از درون زمین و به صورت اهرم به کار می‌رود.
کلنگ موارد استفاده زیادی از مصارف کشاورزی تا مصارفی در معدن و جنگ و تخریب خانه‌های فرسوده را دربر می‌گیرد. همچنین طرح کلنگ در ابزار دیگری مثل خیش کشاورزی ادامه می‌یابد. در زمان‌های پیشاتاریخ از شاخ یک گوزن بزرگ برای مصارفی که اکنون کلنگ در آن مورد استفاده قرار می‌گیرد، استفاده می‌کردند.

## ریشه‌شناسی
نام کلنگ در گذشته، به شکل کلند بوده‌است.
کُلَند یا کَلَند، دست افزار نقب‌کنان و گل‌کاران و سنگ‌تراشان است که با آن زمین را می‌کنند و به آن کلنگ نیز گویند. (برهان) در فرهنگ معین، دو واژهٔ کلندی و کلندگر نیز آمده‌است. همچنین در فرهنگ دهخدا، واژهٔ مصدری کلندیدن و کلندافکندن هم اشاره شده‌اند. واژهٔ «کلند» در شعر شاعران فارسی‌زبان نیز به کار رفته‌است، مانند دو بیت زیر:
«ای شده عمرت به باد از بهر آز
بر امید سوزنت گم شد کلند».
(ناصرخسرو).
«پس کلند آورد و بیل او شاد شاد
کند آن موضع که آن تیر اوفتاد».
(مولوی).